# 台湾核子木
台灣核子木（學名：Perrottetia arisanensis），別名佩羅特木，是十齒花科核子木属的植物，為臺灣的特有植物。

## 命名由來
台灣核子木為早田文藏在1915年發表的新種，因模式標本產地為阿里山，故種小名取為arisanensis。稱之為「佩羅特木」則是核子木屬（Perrottetia）的音譯。

## 形態特徵
為落葉小喬木或灌木，小枝平滑。葉形酷似山櫻花，膜質至紙質，互生，卵狀橢圓形，先端漸銳尖或尾狀銳尖，基部鈍形，細鋸齒緣，常呈鐮狀彎曲，偏斜一側，長7～11公分，寬2～5公分，側脈6～7對；葉柄長0.5～1.5公分。雌雄同株，花單性；聚繖花序腋出，密花；萼片、花瓣各為4枚，長約2～4公釐；雌花花柱細長，柱頭2裂，子房4室，各有胚珠1枚；雄花具4枚雄蕊；花期為3～5月。果實為無汁的漿果扁球形，徑約2～3公釐，外具縱溝4條，成熟時為紫黑色。

## 生態分布
分布於臺灣本島，主要分布於中央山脈海拔650～2500公尺的闊葉林內，多生長於山坡水邊的叢林内邊缘，目前尚未由人工引種栽培。

## 用途
可作為薪材使用。

### 引用
1. ↑  台灣樹木解說. 呂福原，歐辰雄，呂金誠. 民89年12月: 第四卷 （中文）。
2. ↑  台灣木本植物圖鑑. 劉棠瑞. 1962年5月初版: 第803頁 （中文）。
3. ↑  台灣植物誌 第二版: vol.3，第633–634頁. （英文）[2018-03-22]。
4. ↑  台灣原生植物 彩色圖鑑. 游以德，陳玉峰，吳盈. 1953: 第75頁 （中文）。
5. ↑  台灣植物圖鑑. 鄭武燦. 2000: 上冊，第810頁 （中文）。